# Callionima galianna
Callionima galianna är en fjärilsart som beskrevs av Butler 1877. Callionima galianna ingår i släktet Callionima och familjen svärmare. Inga underarter finns listade i Catalogue of Life.